# 414-й зал Лувра
414-й зал Лувра или Зал Императоров (фр. Salle des Empereurs) — один из залов коллекции римской античности музея.

## История зала
В 1595 году архитектор Луи Метезо строит в Лувре Большую галерею, на восточном окончании которой он создаёт новый зал, нынешний 414-й зал Лувра. Первое название этого зала — Зал Послов (фр. Salle des Ambassadeurs). Вскоре зал переименовывают в Зал Античности (фр. Salle des Antiques) из-за помещённых в него античных статуй королевской коллекции. Во время Метезо пол и стены были покрыты полихромным пиренейским мрамором, на потолке — чёрно-белые, «под камеи», картины Жакоба Бюнеля
Вскоре после отъезда Людовика XIV в Версаль, выставленные в Зале Античности статуи развозятся по различным королевским дворцам. Сам зал несколько раз меняет своё назначение, в том числе используется в качестве приёмной Генерального Прокурора Большого Совета короля.
Начиная с 1800 года нулевой (по французской системе) этаж Павильона Послов (фр. Pavillon des Ambassadeurs) снова отводят под экспозицию античных статуй. В перестроенный Зал Послов помещают итальянские статуи, в том числе вывезенную из Ватикана статую Аполлона Бельведерского.
При Наполеоне III, между 1865 и 1868 годами, зал получает своё нынешнее оформление и название Зала Императоров. На потолке появляется картина Луи Мату «Собрание богов» (фр. L'Assemblée des Dieux), на двух тимпанах — картины Виктора Бьеннурри: «Римская империя» на западном конце зала и «Французская империя» на восточном. Стукко медальоны с изображениями сцен из жизни Августа, Цезаря, Карла Великого и Наполеона, — работы Дюшуазеля.

Зал Императоров
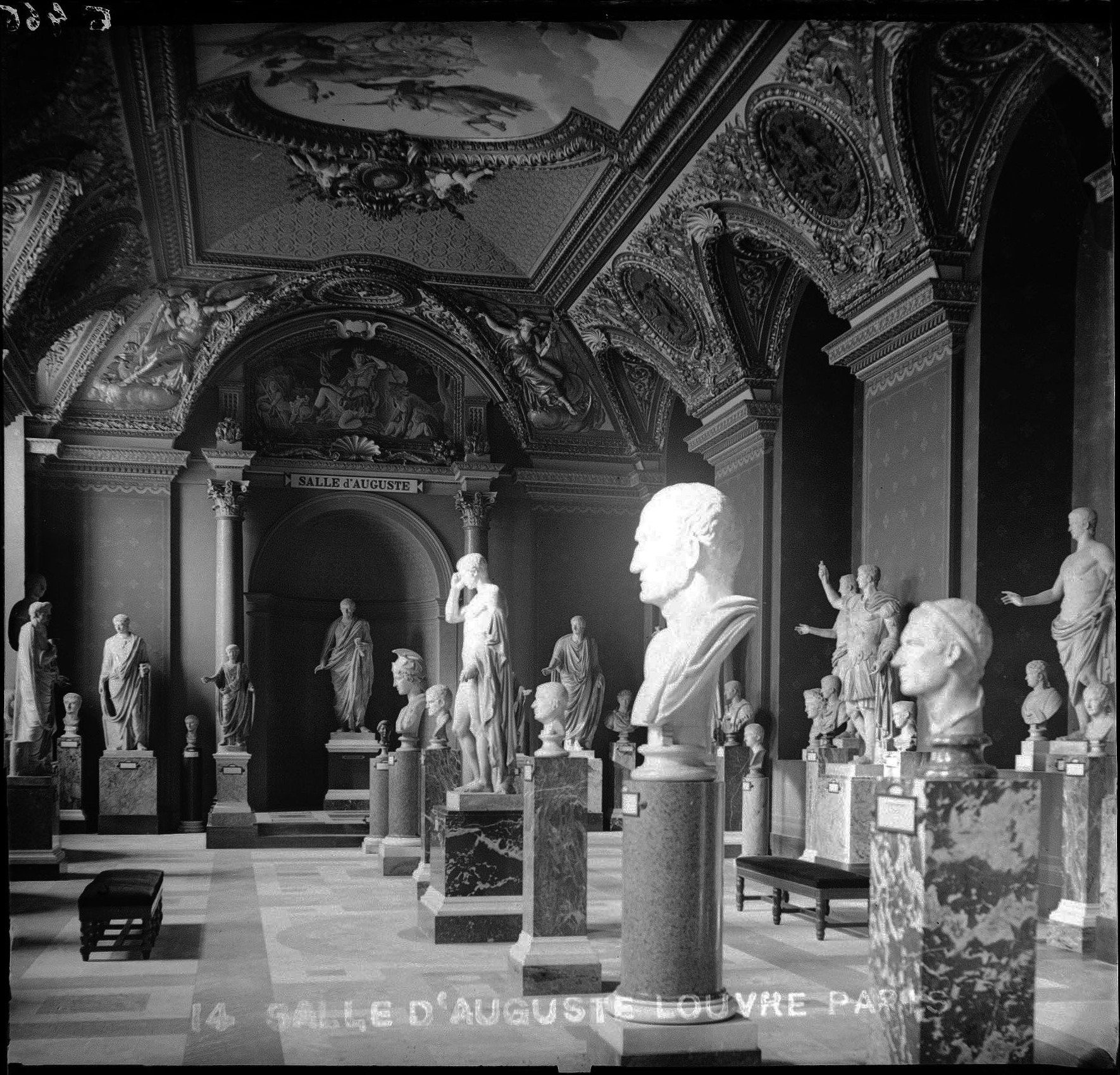
Зал Императоров в начале XX века
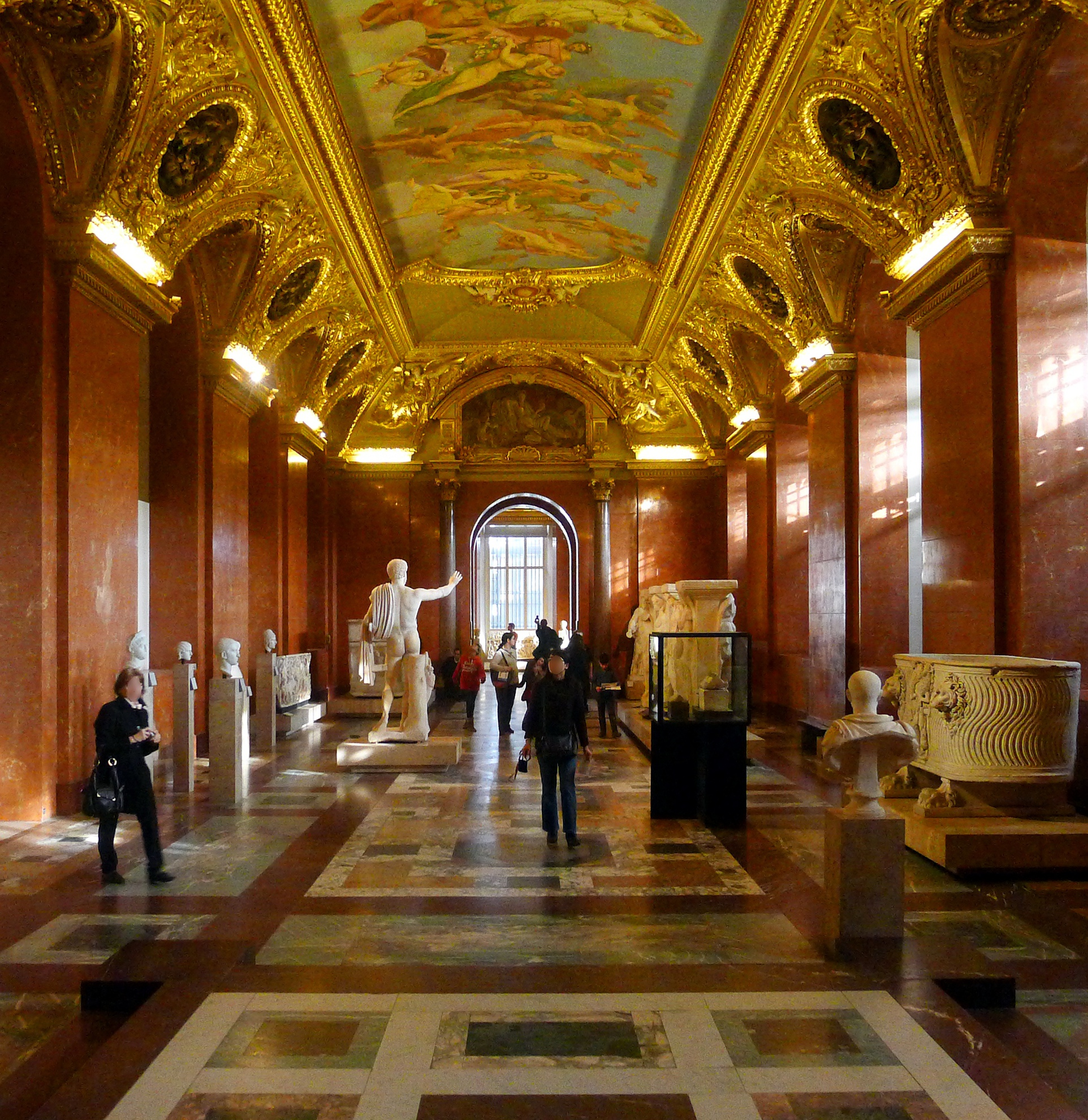
Современный вид на зал
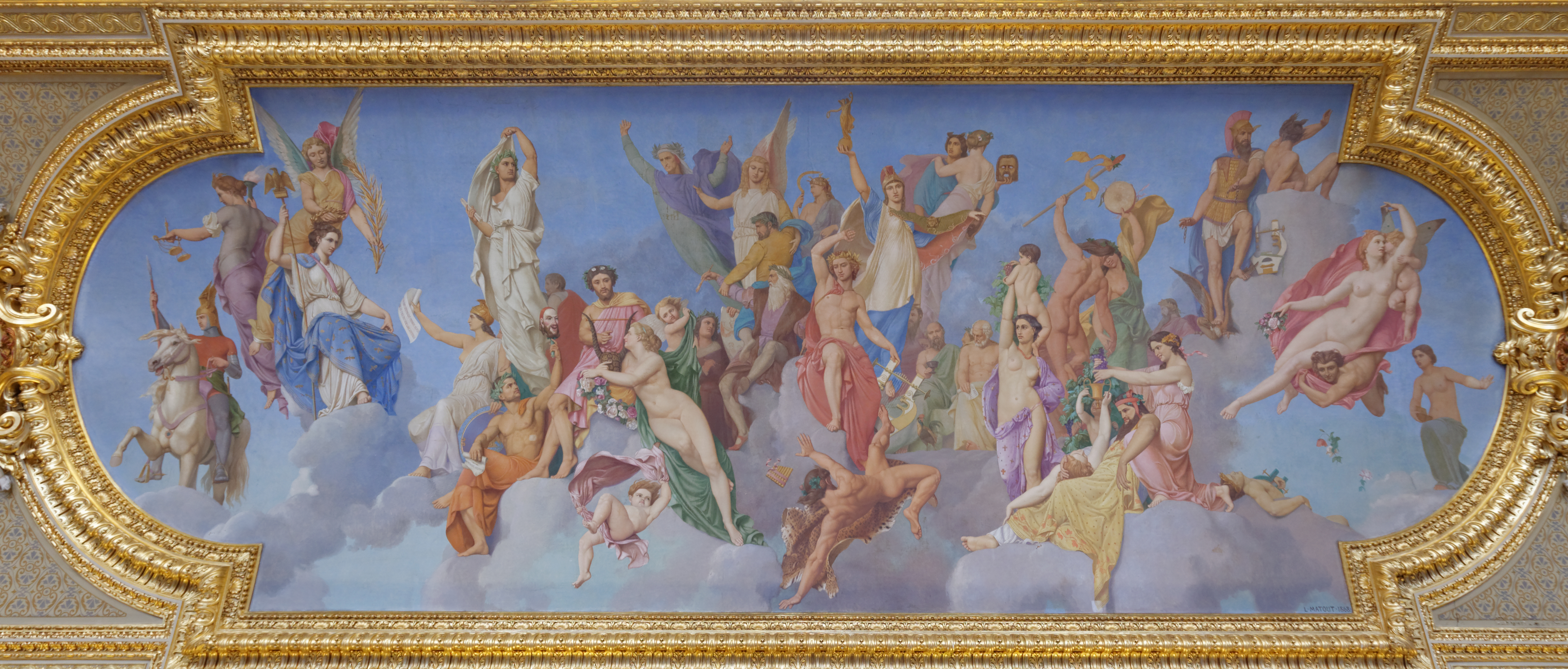
Картина Мату на пололке зала
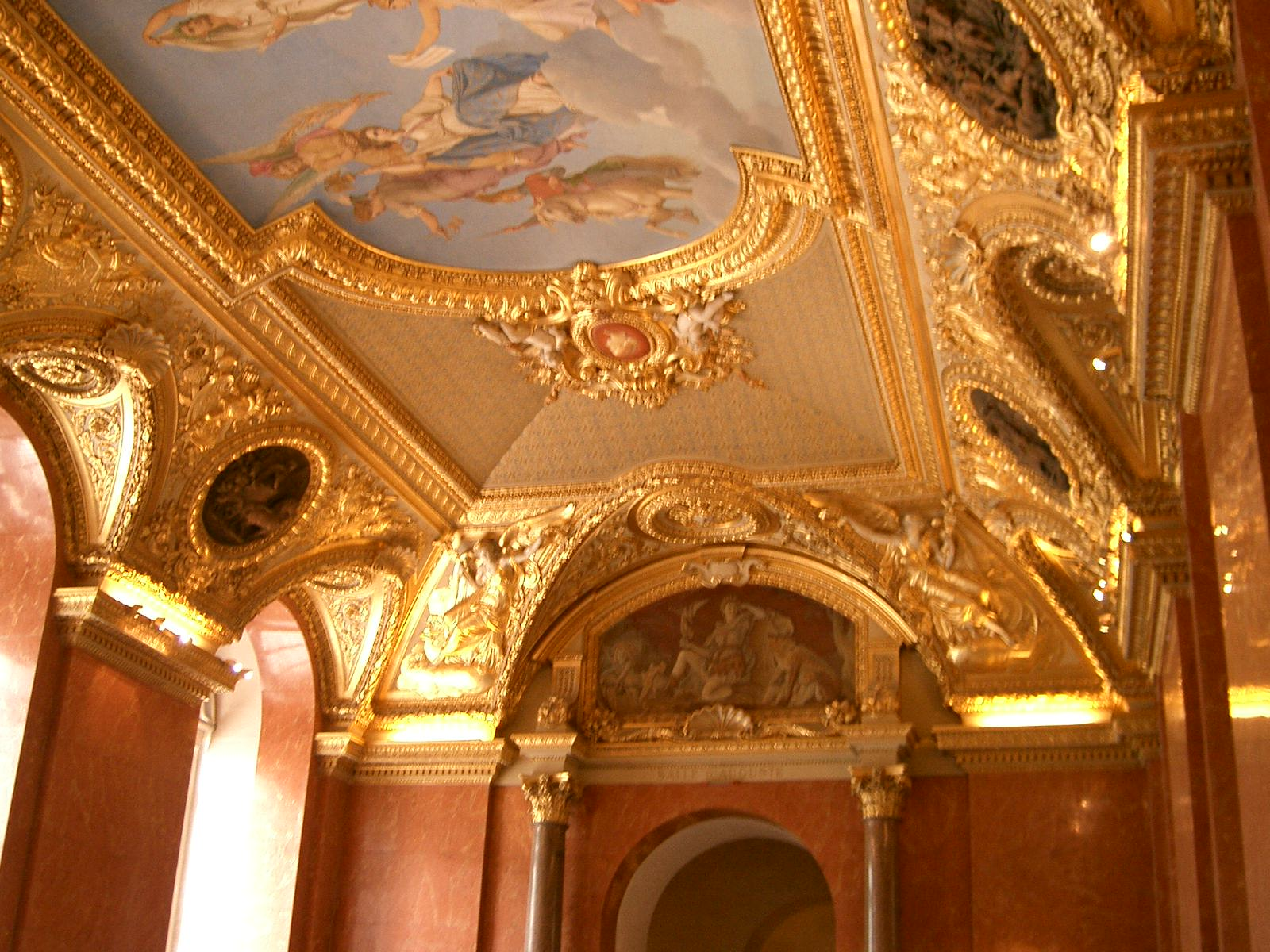
Деталь потолка и тимпан с «Римской империей»

## Коллекция музея
В настоящее время 414-й зал Лувра используется для экспозиции коллекции Римской античности музея. Здесь выставлены предметы искусства Рима и римских провинций времён династии Северов, 193—235 годы нашей эры.

Коллекция Лувра: Династия Северов
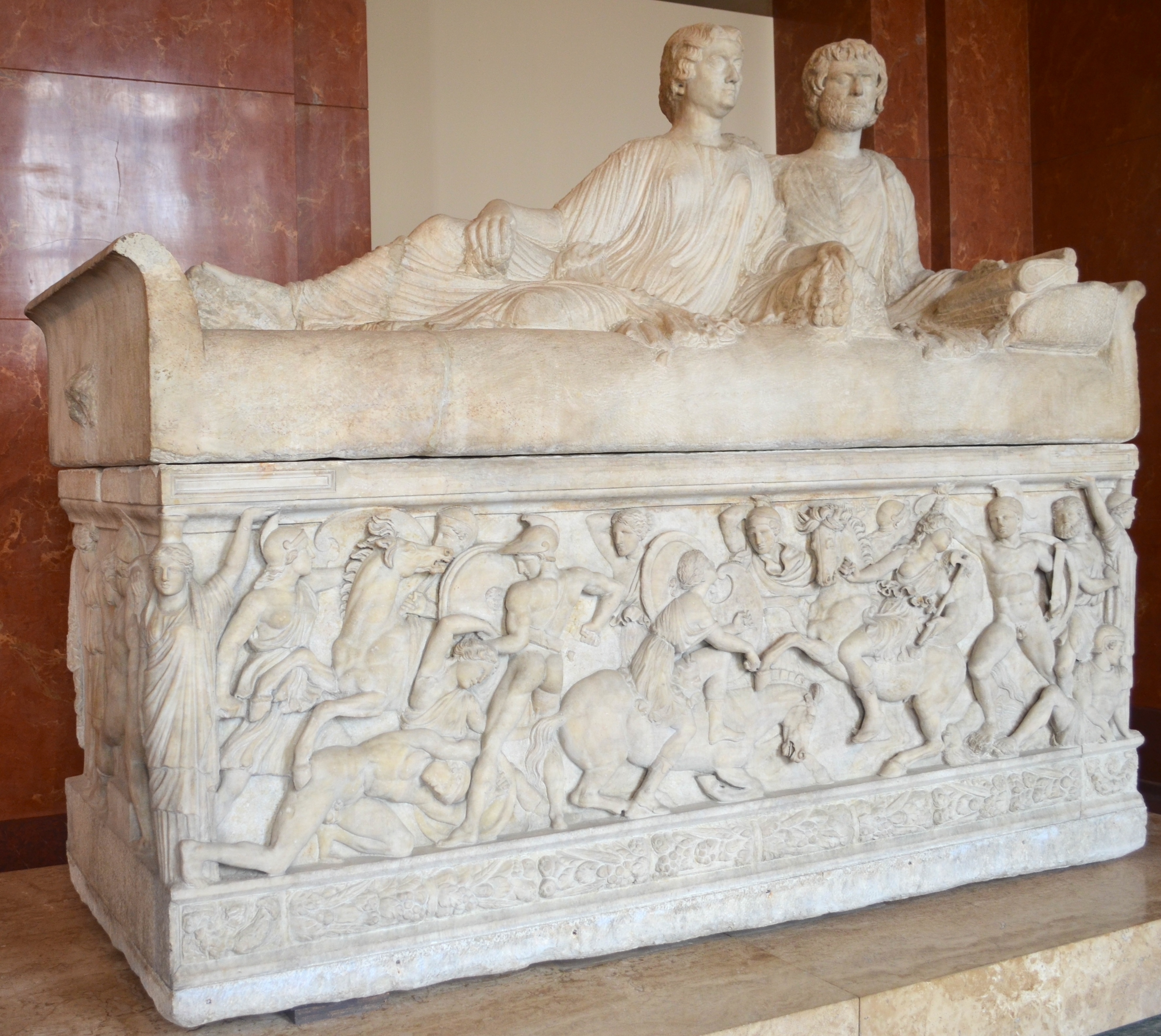
Саркофаг со сценой амазономахии
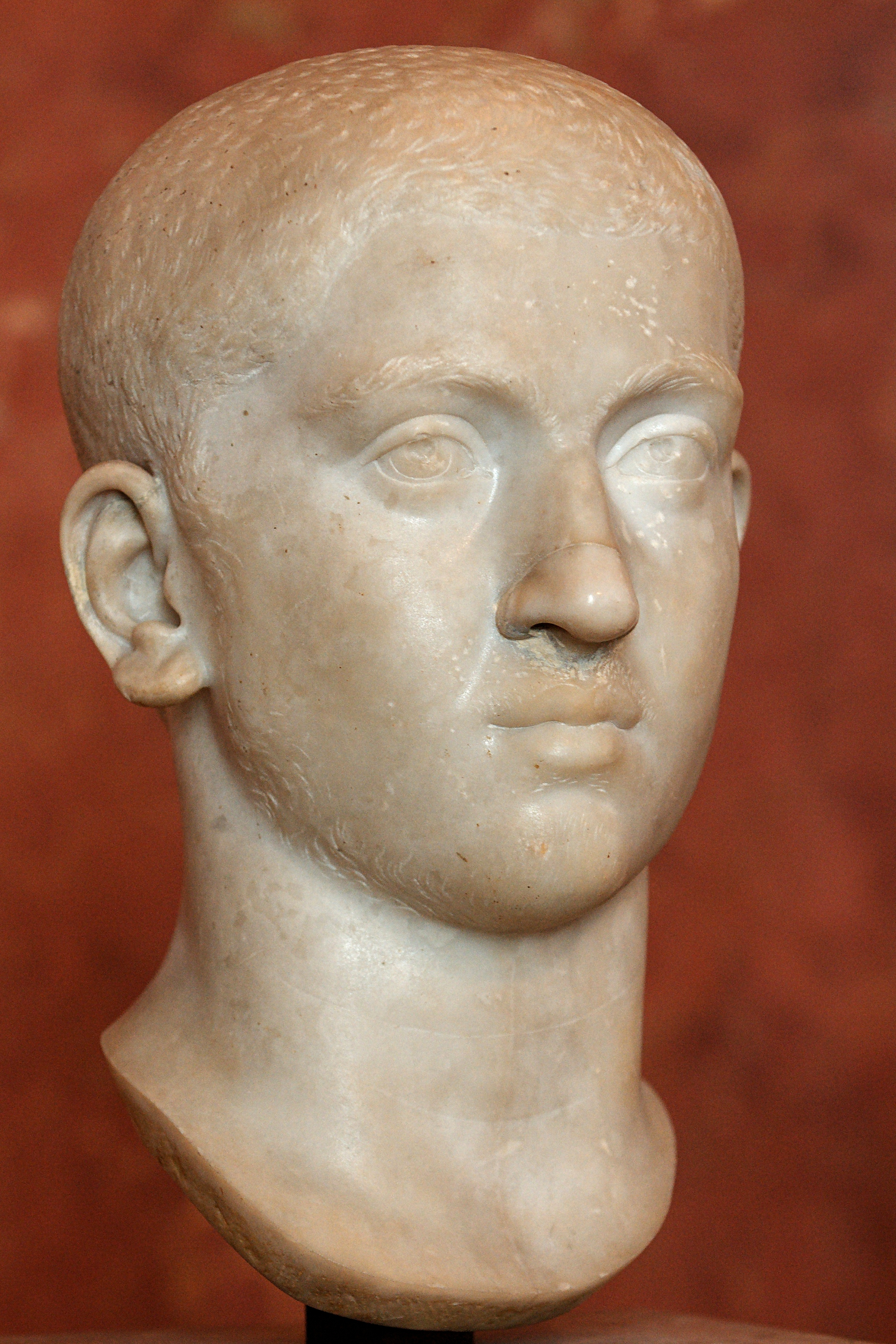
Бюст Александра Севера
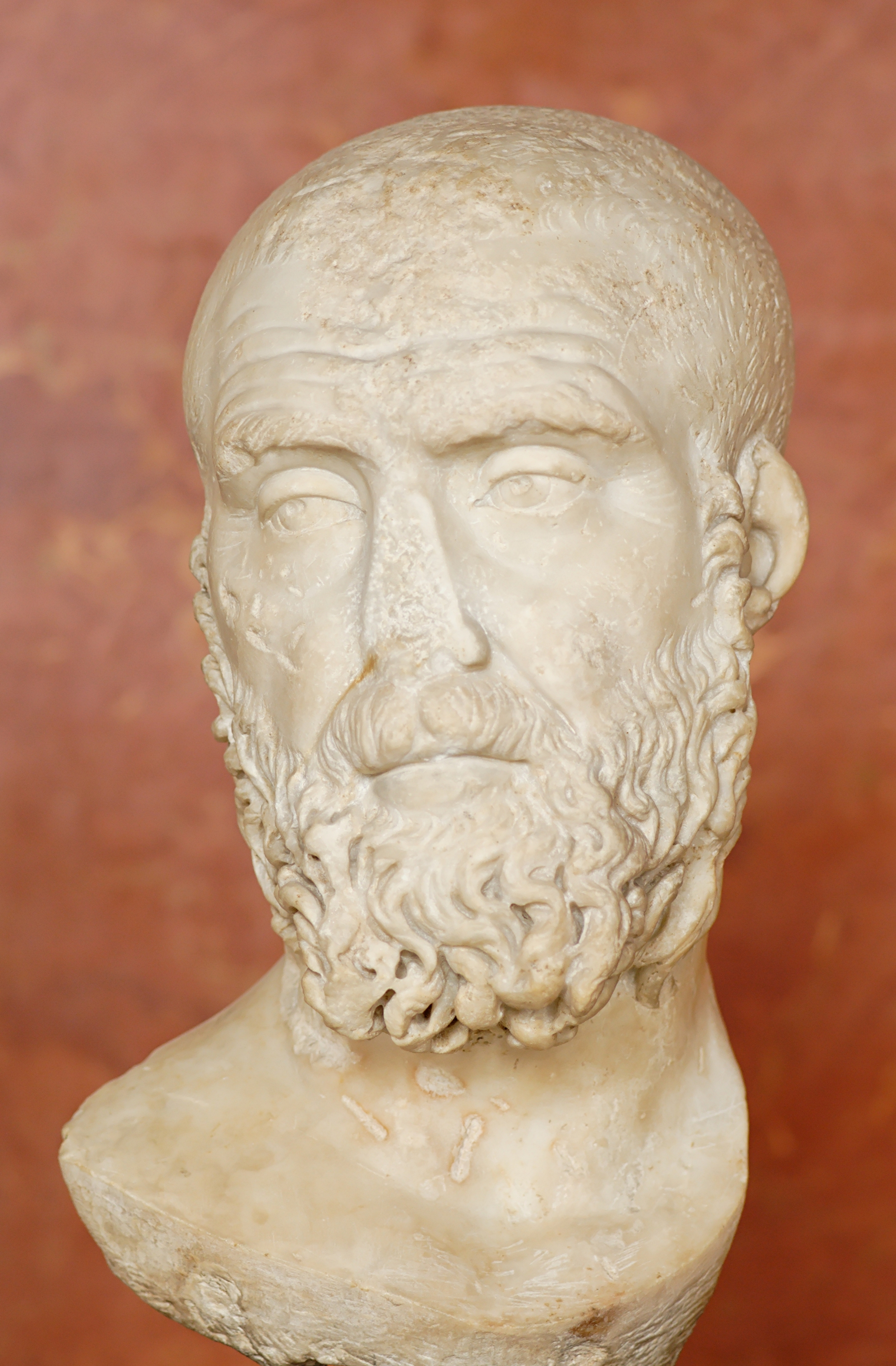
Бюст Пупиена
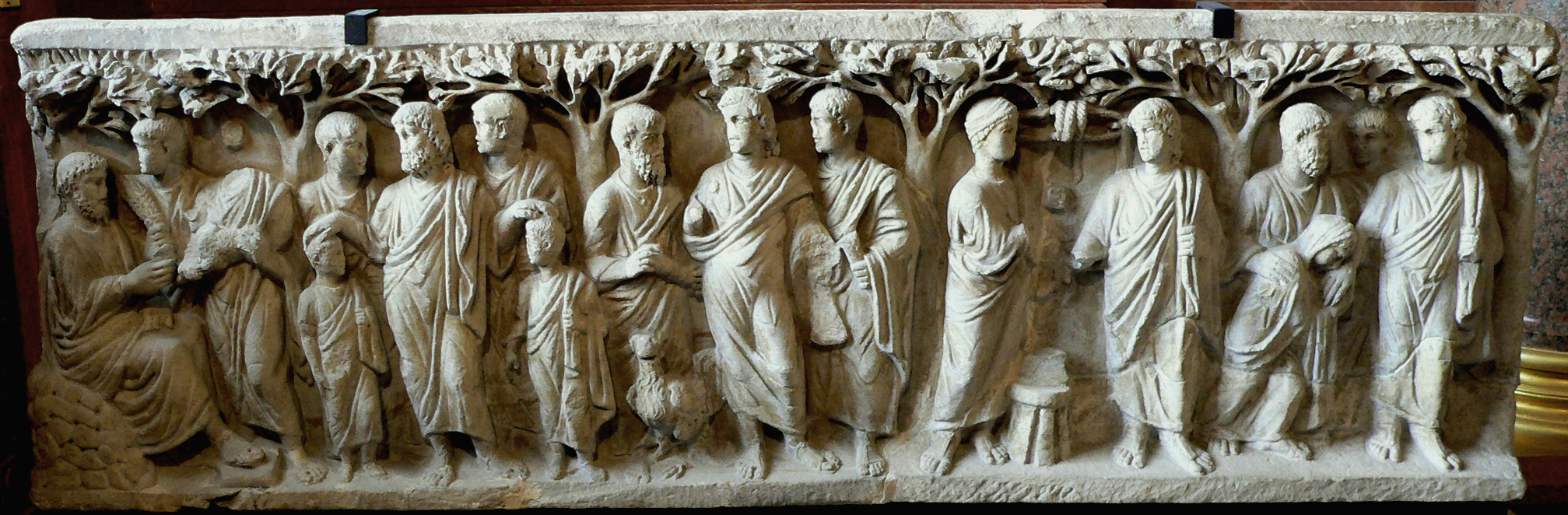
Саркофаг со сценами из Нового завета